# Imperadores do Sul
Sociedade Recreativa e Cultural Imperadores do Sul é uma escola de samba do carnaval de São Leopoldo.

## História
A Imperadores do Sul foi fundada em março de 2006 no bairro Cohab Duque, sendo a única escola de samba representante da zona sul da cidade de São Leopoldo. Suas cores são o azul, o vermelho e o branco e seu símbolo é um leão.

## Enredos
| Ano                                                                 | Colocação   | Grupo  | Enredo                                                                                 | Ref.              |
| ------------------------------------------------------------------- | ----------- | ------ | -------------------------------------------------------------------------------------- | ----------------- |
| 2007                                                                | 6º lugar    | Único  | Meu Brasil Brasileiro de Norte a Sul                                                   | [ 2 ]             |
| 2008                                                                | 7º lugar    | Único  | Religiosidade Negra                                                                    |                   |
| 2009                                                                | 6º lugar    | Único  | Esporte dá samba, Imperadores do Sul comemora o centenário do Inter.                   | [ 3 ]             |
| 2010                                                                | 5º lugar    | Único  | Na luta contra o crack, o Diário Gaúcho foi minha parceria.                            | [ 4 ] [ 5 ]       |
| 2011                                                                | 4º lugar    | Único  | Ciranda Cirandinha vamos todos Cirandar, Imperadores do Sul convida:vamos brincar?.    | [ 6 ] [ 7 ] [ 8 ] |
| 2012                                                                | 5º lugar    | Único  |                                                                                        | [ 9 ]             |
| 2013                                                                | 2º lugar    | Acesso | Uma história da tribo Satiré Maué: a lenda do guaraná                                  | [ 10 ]            |
| 2014                                                                | 4º lugar    | Acesso | A história do calçado na cidade de Novo Hamburgo                                       | [ 11 ] [ 12 ]     |
| Sem desfile oficial em 2015.                                        |             |        |                                                                                        |                   |
| Desfile participativo em 2016.                                      |             |        |                                                                                        |                   |
| 2017                                                                | 3º lugar    | Único  | "Nossa Senhora: A Imperadores do Sul Hoje Canta em Teu Louvor"                         | [ 16 ]            |
| 2018                                                                | 5º lugar    | Único  |                                                                                        |                   |
| 2019                                                                | 4º lugar    | Único  | Aplausos. O Mumuzinho do Sul chegou, é carnaval.                                       | [ 17 ]            |
| Em 2020 e 2021 não houve desfile por conta da pandemia da Covid-19. |             |        |                                                                                        |                   |
| 2022                                                                | 4º lugar    | Único  | Mokambo                                                                                |                   |
| 2023                                                                | Vice-campea | Único  | Homenagem ao Bloco Panela do Samba                                                     |                   |
| 2024                                                                | Vice-campeã | Único  | Heranças culturais, São Leopoldo 1824, O Legado Deixado no Berço da Colonização Alemã. |                   |